# Myxobolus mugchelo
Myxobolus mugchelo is een microscopische parasiet uit de familie Myxobolidae. Myxobolus mugchelo werd in 1991 beschreven door Landsberg & Lom. 